# Von morgens bis mitternachts (Film)
Von morgens bis mitternachts ist ein expressionistischer deutscher Stummfilm von Karlheinz Martin aus dem Jahre 1920. Er entstand nach dem Schauspiel Von morgens bis mitternachts von Georg Kaiser und übernahm die expressionistischen Elemente des Bühnenstücks.

## Handlung
Eine Dame kommt in eine Bank, um Geld für den Kauf eines Gemäldes von einem Trödler abzuheben. Die Auszahlung wird ihr vom Bankdirektor jedoch verweigert. Angereizt von der Vorstellung eines mondänen Lebens, ähnlich dem der von ihm angehimmelten Dame, stiehlt sich der Kassierer der Bank mit einer großen Menge Geld davon, um der Dame zu helfen. Diese lehnt sein Geldangebot aber lachend ab – sie kann sich das Gemälde (eine im Stil des Expressionismus gemalte nackte Venus) auch so leisten. Inzwischen wird sein Diebstahl in der Bank entdeckt. Der Kassierer geht heim, wo er auf seine triste Familie trifft. Sich der Gefahr der Entdeckung bewusst, flieht er auf „die Straße“ in den nächtlichen Schneesturm; sodann taucht auch der Bankdirektor mit der Polizei vergeblich im Haus des Kassierers auf. Ein animiert gestalteter Zwischentitel eines Telegrafenmastes verkündet: „Kassierer flüchtig“.
Beim Schaufensterbummel entdeckt er in einem Geschäft elegante Kleidung und kauft sie sich. Danach besucht er ein Sechstagerennen (Radrennen) und spielt den Lebemann. Wieder unterwegs landet er in einer Bar und Tanzlokal und bald auch mit einer Frau und Champagner im Séparée. Von einem Seemann wird er in eine Kneipe geschleppt, wo er beim Kartenspiel gewinnt. Mittlerweile wurde er bei der Polizei zur Fahndung ausgeschrieben.
Eine Kapelle der Heilsarmee zieht vorüber und er schließt sich ihnen an. Erinnerungen an seine Familie werden in ihm wach, und die Angst vor Gefängnis lässt ihn schließlich einem Heilsarmeemädchen seine Geschichte erzählen. Er verteilt das Geld unter den Armen, die sich gierig drauf- und davonstürzen. Kurz vor Mitternacht meldet ihn das Mädchen von der Heilsarmee einem vorbeikommenden Polizisten. Vor seiner Festnahme erschießt sich der Kassierer.

## Hintergrund
Der Theaterregisseur Karlheinz Martin verfilmte das Bühnenstück Von morgens bis mitternachts von Georg Kaiser aus dem Jahre 1912, nachdem er es bereits auf der Bühne inszeniert hatte. Die Filmausstattung stammt von Robert Neppach. Stilistisch bedienten sie sich dabei der Ausdrucksformen des Expressionismus. Besonders die bühnenartigen, gemalten Dekorationen und Kostüme und das ausdrucksbetonte Spiel der Darsteller bilden eine künstlerische Einheit und sind dieser Stilrichtung eigen. Im Jahr der Uraufführung von Das Cabinet des Dr. Caligari entstanden, sind die handelnden Figuren zwar – wie für den Expressionismus typisch – auch namenlos (nur typisiert), doch neben diesen formalen Charakteristika ist die Handlung von Irrationalität und Obskuritäten befreit.
Von morgens bis mitternachts ist daneben einer der ersten deutschen Filme, die die Verlockungen „der großen Welt“ und „der Straße“ thematisieren. Damit gilt er als Vorläufer der so genannten Straßenfilme, etwa Karl Grunes Die Straße (1923) und Georg Wilhelm Pabsts Die freudlose Gasse (1925).
Die Uraufführung des Films ist nicht nachweisbar. Er galt lange Zeit als verschollen, bis 1962 in Japan eine Kopie auftauchte, die vom Staatlichen Filmarchiv der DDR erworben wurde. 1963 erlebte der Film in Ost-Berlin seine Berliner Erstaufführung.